# لویی نیدرمایر
لویی نیدرمایر (انگلیسی: Louis Niedermeyer; ۲۷ آوریل ۱۸۰۲ – ۱۴ مارس ۱۸۶۱) آهنگ‌ساز، و مربی موسیقی اهل سوئیس بود.